# TotalBiscuit
John Peter Bain známý jako TotalBiscuit (8. července 1984 Spennymoor – 24. května 2018 Charlotte) byl anglický videoherní komentátor a herní kritik na platformě YouTube. Dlouhodobě se věnoval e-sportu, mnoho elektronických utkání také komentoval. Popularitu získal videoherními komentáři v internetovém rádiu WCradio.com. Na portálu YouTube získal nejvíce sledujících komentováním nově vyvinutých her nezávislých vývojářů i zpravodajstvím z videoherního průmyslu. Od začátku své tvorby ve videoherním průmyslu ostře vystupoval za ochranu zákazníků. V říjnu 2015 oznámil, že má neléčitelnou rakovinu. Komentování videoher ukončil měsíc před svou smrtí.

## Život
Vystudoval právo na De Montfort University. Během studia moderoval pořad o metalové hudbě na rádiu Demon FM. Mezi lety 2005 a 2010 provozoval World of Warcraft Radio. I když se jednalo o nezávislý projekt, jeho existenci schválila i firma Blizzard Entertainment, autoři a vydavatelé hry World of Warcraft. Bain byl v roce 2005 pozván na každoroční událost BlizzCon za účelem informování o této události. Právě na BlizzConu se setkal s Gennou Bain, jeho budoucí manželkou, rovněž autorkou obsahu na internetu. Později založil portál Cynicalbrit.com, na kterém se věnoval i jiným hrám.
V roce 2010 kvůli finanční krizi přišel o práci finančního poradce. Shodou okolností byl propuštěn zrovna v době, kdy byla zveřejněna testovací verze World of Warcraft: Cataclysm a tak začal na YouTube vydávat videa, ve kterých komentoval gameplay z této hry. V následujících týdnech popularita Bainových videí raketově vzrostla, což se pozitivně projevilo také na jeho výdělcích. StarCraft 2 komentátor vystupující pod přezdívkou HuskyStarcraft Baina oslovil s nabídkou členství v The Game Station (dnes Polaris), partnerské síti pro herní kanály na YouTube.
V roce 2012 uzavřel smlouvu o spolupráci se společností Sony Online Entertainment v rámci akce E3 2012. Zde moderoval zápasy ve hře PlanetSide 2 na stánku Sony Online Entertainment.

## Diagnóza a smrt
V dubnu 2014 oznámil, že u něj byl nalezen útvar v tlustém střevu, první příznak rakoviny. Rakovinou tlustého střeva byli v minulosti diagnostikováni také dva z jeho prarodičů. V následujícím měsíci oznámil, že má rakovinu a že zahájil léčení chemoterapií.
V dubnu 2015 oznámil, že podle tomografie by nádor již neměl představovat nebezpečí. V říjnu 2015 ale vyšetření odhalilo nový neoperovatelný nádor v játrech. Doktoři odhadli délku dožití na 2 – 3 roky. Bain oznámil rozpuštění svého e-sport týmu Axiom. V lednu 2016 se rozhodl distancovat od sociálních sítí a nadále se věnovat komentování videoher. 23. září 2016 oznámil, že jeho rakovina zmutovala a že léčba zmenšila nádor o více než 80 %.
V říjnu 2017 přijal pozvání do pořadu H3 Podcast, ve kterém detailně promluvil o svém stavu a o léčbě rakoviny. Svůj stav označil jako „stabilní“ (nádor stále existoval, ale nešířil se). V listopadu téhož roku na Twitteru oznámil, že jeho chemoterapie přestala působit, ale existují i jiné typy, které lze vyzkoušet. Poznamenal také, že rakovina se sice nešíří do jiných orgánů, ale nádor se opět začal zvětšovat.
V dubnu 2018 byl hospitalizován kvůli extrémním bolestem zad. Lékaři odhalili, že nádor svým růstem začal tlačit na páteř a pokusili se situaci řešit. Zjistili ale, že nádor je již příliš odolný vůči veškeré léčbě a konvenční chemoterapie by nebyla efektivní. Bain byl rovněž informován, že mu selhávají játra. Lékaři jej přesunuli na paliativní péči s možností pokračování klinické léčby, pokud by se našla vhodná náhrada za jeho selhávající játra. Bain věděl, že mu nezbývá mnoho času, proto oznámil odchod z herní scény. Nevěřil, že dokáže ve své práci pokračovat tak, aby uspokojil sebe i své fanoušky. Plánoval udržet v chodu svůj pořad Co-Optional podcast s tím, že by jej v případě jeho smrti dále moderovala jeho žena Genna Bain.
24. května 2018 Genna Bain oznámila na svém i manželově Twitteru, že John Bain upadl do jaterního kómatu (v důsledku přílišného množství toxinů nahromaděných v játrech) a zemřel.

## Popularita na internetu
Hlavním zdrojem Bainovy publicity byl jeho hlavní YouTube kanál, na kterém publikoval podle svých slov „varietní herní obsah“. Kanál byl součástí sítě herních kanálů Polaris. Nejpopulárnější tvorbou na tomto kanálu je jeho série „WTF is…?“, ve které publikoval své první dojmy z videoher. Herní kritik Will Porter z portálu Eurogamer ho popsal jako „šampiona indie gamingu“ a největší „milujte ho, nebo ho nesnášejte“ osobnost na YouTube. Stejný kritik uvedl, že jedním z nejvýznamnějších důvodů Bainova úspěchu byl „autoritativní hlas“. Sám John Bain věřil, že klíčem k jeho úspěchu byla upřímnost a osobnost. Před svojí smrtí v květnu 2018 měl na svém hlavním YouTube kanálu přes 2,2 milionu sledujících.
Několik let byl Bain největším kurátorem na platformě Steam. V rámci této funkce mají osobnosti možnost hodnotit veřejně hry na platformě Steam. V době Bainovy smrti jej jako Steam kurátora sledovalo 800 000 lidí. Kvůli jejich popularitě, společnost Valve Corporation (majitel služby Steam) pozvala v roce 2017 Baina a dalšího herního kritika Jim Sterlinga do svého sídla, aby s nimi konzultovala, jak zlepšit obchod Steam.
Kromě série „WTF is…?“ Bain moderoval také pořad „Content Patch“ (první epizoda vyšla 30. října 2012, poslední 15. července 2016), ve kterém se věnoval dění a novinkám ve videoherním průmyslu. Bain také moderoval The Game Station Podcast. Později moderoval vlastní show Co-Optional Podcast, ve kterém se spolu s dalšími YouTube osobnostmi věnovali videohrám a herním novinkám. Show se vysílala na portálu Twitch.tv každé úterý. Portál Twitch.tv v roce 2016 přidal do svého chatu emotikon s podobiznou Johna Baina, který se rychle stal nejpoužívanějším emotikonem na platformě.

## Ochrana spotřebitelů
V roce 2013 označilo studio Wild Games Studio jako svůj autorsky chráněný obsah Bainovu negativní kritiku jejich hry Day One: Garry’s Incident. Video bylo staženo z platformy YouTube navzdory tomu, že samo Wild Games Studio poskytlo Bainovi kopii hry pro účely vytvoření videa. Užití autorsky chráněného materiálu navíc upravují zákony ve všech zúčastněných zemích. Bain na situaci reagoval ve videu, které si získalo značnou mediální pozornost. Následná kritika Wild Games Studio přiměla společnost stáhnout svoji žádost o zablokování videa. Video bylo znovu zpřístupněno na YouTube.
V červenci 2014 se na internetu rozhořela debata o etice YouTube herních kanálů. Ukázalo se totiž, že řada tvůrců na YouTube obdržela finance od herních vývojářů nebo vydavatelů výměnou za nahrávání videí z jejich her. V reakci Bain oznámil na Twitteru, že „veškerá jeho reklamní videa budou v budoucnosti jasně označena přímo v úvodu na začátku videa.“ Již dříve umisťoval upozornění na reklamní spolupráce do popisu videí, podle Baina se ale v té chvíli již nejednalo o dostatečně výrazné řešení. Videa umístěná na jiných webech totiž nemají viditelný popis. Popis videí se nezobrazuje ani v některých aplikacích.
Kromě své vlastní Steam kurátor stránky John Bain podpořil také vznik kurátor stránky „Framerate Police“. Ta sloužila k hodnocení her, které údajně byly uzamčeny na 30 snímků za vteřinu (frekvence obnovování obrazu je jedním z hlavních ukazatelů technického zpracování hry). Skupina zkoumala, zdali je možné ve hře dosáhnout vyšší snímkové frekvence. Obrazové frekvence pod 30 snímků za vteřinu jsou v PC herní komunitě obecně považovány za nepřijatelné.
V říjnu 2014 mnoha herním novinářům a kritikům nebylo umožněno testování hry Middle-Earth: Shadow of Mordor před vydáním hry. Bain ale odhalil, že mnoha tvůrcům na portálu YouTube vývojáři hry nabídli předčasný přístup ke hře výměnou za smluvní příslib pouze kladného hodnocení. Federální Obchodní Komise v USA vyžaduje, aby veškerá placená partnerství na YouTube byla jasně označena.
Bain byl v centru aféry Gamergate, kvůli čemuž byl soustavně kritizován. Bain soustavně kritizoval etická a profesní pochybení videoherních médií. Tvrdil také, že řada etických problémů, na které aféra Gamergate upozornila, je naprosto validních a je třeba je řešit. Bain ohledně aféry Gamergate vyzpovídal například Stephena Totilo z Kotaku.
3. dubna 2017 společnost Gearbox Publishing oznámila partnerství s obchodní platformou G2A, na které plánovala exkluzivně prodávat sběratelskou edici hry Bulletstorm: Full Clip Edition. Bain tento krok otevřeně kritizoval. Platforma G2A totiž v minulosti opakovaně prodávala herní klíče z pochybných zdrojů, či přímo klíče získané trestnou činností. Bain společnosti pohrozil, že pokud se obchod uskuteční, už nikdy nepokryje žádnou hru od Gearbox Publishing. 6. dubna 2017, jeden den před vydáním Bulletstorm: Full Clip Edition, firma Gearbox Publishing zveřejnila seznam podmínek, které měla společnost G2A splnit, aby se obchod uskutečnil. Následující den společnost Gearbox Publishing oznámila, že ruší plánované partnerství s G2A kvůli nesplnění požadavků. Obchod G2A vzápětí reagoval zprávou, podle které „všechny požadavky byly již dlouho součástí obchodu G2A“ a uvedl, že Bain ani Gearbox Publishing zcela nerozumí tomu, jak obchodní platforma G2A funguje.

## Sponzoring
V únoru 2012 Bain oznámil, že bude sponzorovat hráče BlinG z Týmu Dignitas. „StarCraft komunita mi dala hodně a teď mám šanci jí to vrátit. Proto přímo podpořím britského talentovaného hráče, který má podle mého názoru potenciál stát se nejlepším na světě.“

## Tým Axiom
V srpnu 2012 Bain nabídnul sponzoring hráči CranK, bývalému členovi týmu SlayerS, aby soutěžil v turnaji MLG Pro Circuit 2012-Summer Championship. 26. září 2012 oznámili John a Genna Bain vytvoření e-sport týmu Axiom. Sponzory týmu byli John Bain a HuskyStarCraft. Prvním hráčem týmu byl CranK (nyní znám pod přezdívkou AxCrank). Tým Axiom se spojil s týmem Acer a v této spolupráci následně týmy soutěžily v GOMTV – Global StarCraft II Team League. Tým Axiom aktuálně tvoří hráči Alicia, CranK, Heart a Ryung.

## Ocenění
Bain byl nominován na ocenění Golden Joystick 2012 v kategorii „Nejlepší hráč YouTube“. Byl uznávaný mnoha prominentními herními weby, včetně Technorati a Eurogamer. John Bain vyhrál soutěž 2012 Battle Royale organizovanou King of the Web. Bain následně daroval výhru neziskové organizaci Charity:Water. V roce 2014 byl Bain nominován v MCV’s Brit List. Pod pseudonymem TotalBiscuit byl nominován na Shorty Award. 5. prosince 2014 Bain obdržel v kategorii ocenění Fan’s Choise v anketě The Game Award. ESL v říjnu 2018 oznámila, že John Bain bude první neprofesionální hráč v E-sportové síni slávy.